# Lassoknude
En lassoknude er et knob som let kan strammes og løsnes. Den bindes ved at man laver to løkker på enden af en snor. Den inderste løkke stikkes igennem den yderste, og der strammes til. For at tjekke om knuden er bundet rigtigt, kan man holde fast på knuden, mens man trækker i den lange ende af snoren. Hvis løkken formindskes, er knuden bundet rigtigt. Træk i løkken for at forstørre den.
Advarsel: Brug ikke dette knob på mennesker eller dyr, da det i værste fald kan kvæle dem.